# Saint-Louis (Moselle)
Saint-Louis (deutsch Sankt Ludwig bei Pfalzburg, 1940–44 Heiersberg) ist eine französische Gemeinde mit 622 Einwohnern (Stand 1. Januar 2022) im Département Moselle in der Region Grand Est (bis 2015 Lothringen). Sie gehört zum Arrondissement Sarrebourg-Château-Salins. Die Einwohner nennen sich Ludoviciens.

## Geografie
Saint-Louis liegt etwa zehn Kilometer östlich von Sarrebourg auf einer Höhe zwischen 215 und 393 m über dem Meeresspiegel, die mittlere Höhe beträgt 360 m. Das Gemeindegebiet umfasst 9,28 km². 
Zur Gemeinde Saint-Louis gehören die beiden Höfe Henning (Heningerhof) und Nudelhoff (Nudelhof).

## Geschichte
Der Ort wurde im Jahr 1629 von Ludwig von Lothringen-Guise gegründet und nach König Ludwig dem Heiligen benannt. Bereits 1634 wurde der Ort wieder zerstört und entvölkert. Erst ab 1705 begann der Wiederaufbau und die Neubesiedlung des Dorfes. Während der Französischen Revolution hieß Saint-Louis vorübergehend Heyersberg, da der Ortsname zu sehr an das Ancien Régime erinnerte. Im Frieden von Frankfurt von 1871 fiel Saint-Louis an das Deutsche Reich.
Durch kaiserlichen Erlass vom 2. September 1915, dem Jahrestag der Schlacht von Sedan, erhielt St. Louis den amtlichen deutschen Namen Sankt Ludwig bei Pfalzburg.
Nach dem Ersten Weltkrieg musste Lothringen aufgrund des Versailler Vertrags 1919 an Frankreich abgetreten werden. 
Im Zweiten Weltkrieg war die Region von der deutschen Wehrmacht besetzt und gehörte zum CdZ-Gebiet Lothringen. Der Ortsname wurde von den nationalsozialistischen Machthabern aus ideologischen Gründen geändert: Von 1940 bis 1944 trug das Dorf erneut den alten Namen der Revolutionszeit, der nun Heiersberg geschrieben wurde.

### Bevölkerungsentwicklung

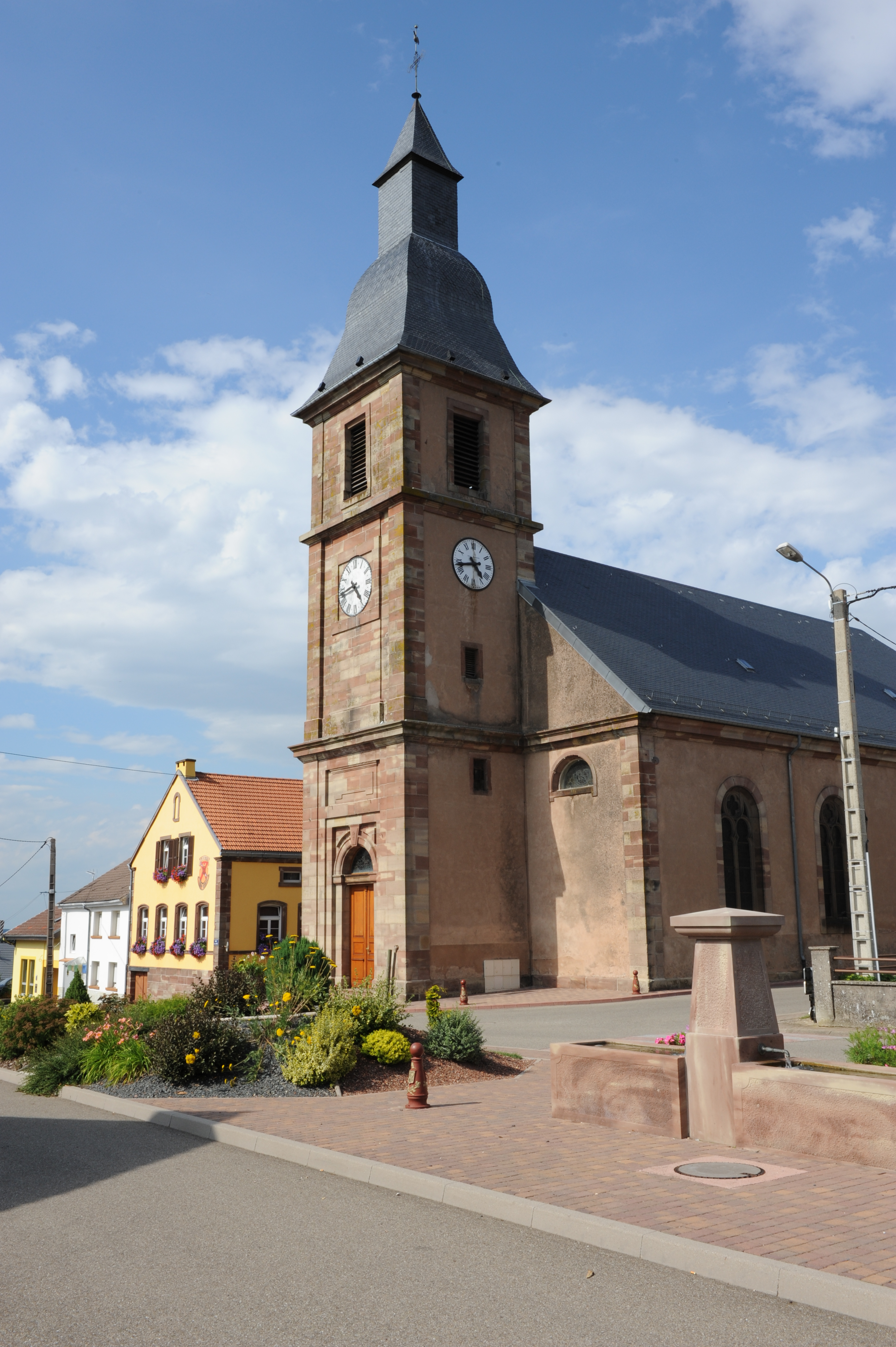
Kirche Saint-Louis

| Jahr      | 1962 | 1968 | 1975 | 1982 | 1990 | 1999 | 2007 | 2019 |
| Einwohner | 682  | 709  | 691  | 683  | 696  | 701  | 706  | 653  |